# Buddelundiella armata
{{Bảng phân loại
| name = Buddelundiella armata
| image =
| image caption =
| regnum=Animalia
| familia = Buddelundiellidae
| classis=Malacostraca
| ordo=Isopoda
| genus = Buddelundiella
| species = B. armata
| binomial = Buddelundiella armata
| binomial_authority = Silvestri, 1897 
Buddelundiella armata là một loài chân đều trong họ Buddelundiellidae. Loài này được Silvestri miêu tả khoa học năm 1897.